# Alamy
Alamy (registrata come Alamy Limited) è un database fotografico aperto e proprietario, lanciato nel 1999 e gestito da una società privata britannica che ha sede nel parco tecnologico di Milton, nell'Oxfordshire. L'azienda possiede anche una sede operativa con annesso centro di ricerca a Thiruvananthapuram, nel Kerala, e una sede di rappresentanza a Brooklyn, nello Stato di New York.
A luglio del 2019, il sito di Alamy dichiara di possedere un archivio web che complessivamente contiene più «di 165 milioni di immagini, vettori, video stock e immagini panoramiche a 360 gradi» inseriti da agenzie fotografiche e professionisti indipendenti, ovvero raccolte dal sito a partire da archivi di notizie, musei e collezioni di rilievo nazionale. Il sito è alimentato dagli inserimenti da parte di fotografi sia professionisti che amatoriali, così come dalla duplicazione di contenuti di Wikimedia Commons appartenenti al pubblico dominio.

## Storia
La società fu fondata nel 1999 da James West, laureatosi all'università di Edimburgo, e da Mike Fischer, laureatosi in fisica all'Università di Oxford e insignito dell'Ordine dell'Impero Britannico. Fino al 2017, West e Fischer sono stati rispettivamente l'attuale amministratore delegato e presidente della società. Fischer fu anche il fondatore della SW house RM plc.
Nel 2002 la società vinse un Electronic Multimedia Awards, premio per l'eccellenza tecnica nella produzione di contenuti digitali. Alamy aveva reso disponibile una funzionalità per interpolare i colori e regolare la risoluzione dell'immagine, in modo da velocizzare il download ovvero non penalizzarne la qualità. L'anno seguente, attivò uno dei primi servizi a pagamento di virtualizzazione dei CD-ROM, che eliminava i tempi e costi dell'imballaggio e spedizione dei supporti fisici, permettendo agli utenti di accedere ad una scelta di materiale non reperibile altrove, e disponibile in rete in modo permanente.
Lanciata l'app per IPad nel 2010, l'anno seguente inaugura un aggregatore di notizie in tempo reale che invia immagini e testi con protocollo FTP. Nel 2012, distribuì una funzionalità che permetteva agli utenti di caricare immagini tramite cellulare, fatto che determinò una rapida crescita dell'archivio a 25 milioni di immagini. Dopo una fase di consultazione del mercato, nel 2012 divenne operativo il sistema Alamy IQ, che prometteva agli utenti di velocizzare la ricerca dei contenuti e la loro condivisione in rete all'interno delle organizzazioni acquirenti.
Nel 2015, Alamy fu nominata ai Marketing on Mobile Awards per Stockimo, l'app di fotoritocco facciale per iPhone. Il 16 febbraio 2015 venne pubblicata un'importante modifica dei termini contrattuali per i contributori del sito, che riservava ad Alamy una quota del 50% dei diritti recuperati con le azioni legali per violazione del diritto d'autore. L'iniziativa scatenò le proteste del sindacato dei giornalisti inglese, delle aziende del settore fotografico e dell'Editorial Photographers UK, secondo il quale Alamy avrebbe irragionevolmente esteso la durata dei propri diritti sui contenuti pubblicati e venduti dall'archivio fino al termine massimo consentito dalla legge, anche successivamente alla risoluzione dei contratti con gli autori delle opere e ben oltre la durata media delle collaborazioni con questi contributori del sito. La risposta di Alamy a tali critiche, definita da David Hoffman come evasiva e fuorviante, fu che i cambiamenti riflettevano il nuovo modello operativo dell'azienda senza rappresentare nulla di rilevante.
Tre anni più tardi, Andy Harding, nominato CEO nel 2017, annunciò la nuova politica di prezzo, che prevedeva un incremento dal 50 al 60% della commissione sul prezzo di vendita trattenuta da Alamy, portando al 40% la quota di proventi girata agli autori delle opere e contributori del sito.
A luglio del 2016, la fotografa statunitense Carol M. Highsmith fece causa ad Alamy per aver venduto senza attribuzione delle immagini che lei aveva donato alla Biblioteca del Congresso. La società License Compliance Services, appartenente ad Alamy, inviò una lettera alla fondazione "This is America!", creata dalla stessa Highsmith, nella quale si chiedeva il pagamento di 120 dollari per la violazione del diritto d'autore relativo ad una o più immagini copiate nel proprio sito, per le quali ad Alamy non risultava il pagamento di alcuna licenza d'uso valida allo scopo. Il ricorso della Highsmith contestava la paternità dell'opera e il fatto che quindi non potesse trattarsi di una violazione del diritto d'autore. Il giudice respinse l'istanza, affermando che la Highsmith aveva sottoscritto un contratto col quale rendeva le immagini di pubblico dominio, rinunciando in questo modo definitivamente ai propri diritti d'autore.